# Georg Bissmark
Georg Fredrik Bissmark (i riksdagen kallad Bissmark i Halmstad), född 7 februari 1871 i Halmstad, död där 13 december 1941, var en svensk jurist, ämbetsman och politiker (högerman). Han var justitieminister 1928–1930 i Lindmans andra ministär.

## Biografi
Georg Bissmark var son till handlanden i Halmstad, Fredrik Edvin Bissmarck och hans hustru Amalia Scherdin. Släkten Bissmarck kommer från Pommern, och invandrade till Sverige omkring 1740. Han studerade vid Uppsala universitet, där han avlade juris utriusque kandidatexamen, varefter han blev stadsfogde i hemstaden Halmstad. 1904 blev han rådman där, och 1918 borgmästare, en post han innehade till 1938. 
Bissmark var riksdagsman 1927–1934 som ledamot av första kammaren (invald i Kronobergs och Hallands läns valkrets), och blev därigenom en av riksdagens mest ansedda sakkunniga inom juridik. När Arvid Lindman bildade sin regering blev Bissmarck utnämnd till justitieminister. Bland de spörsmål som han engagerade sig mest i var att samordna de nordiska lagstiftningsarbetena. Han var initiativtagare till bildandet av Föreningen Gamla Halmstad 1923. Bissmark blev hedersledamot av Hallands nation vid Lunds universitet 1932.
Han gifte sig 1904 med Ingeborg Nordström. Hans bror Fredrik Bissmarck var medicinalråd.
I den rörliga skulptur på Halmstads rådhus som ackompanjerar klockspelet, har konstnären  Stig Blomberg gett ryttaren Georg Bissmarks drag.